# مشروع ويكي

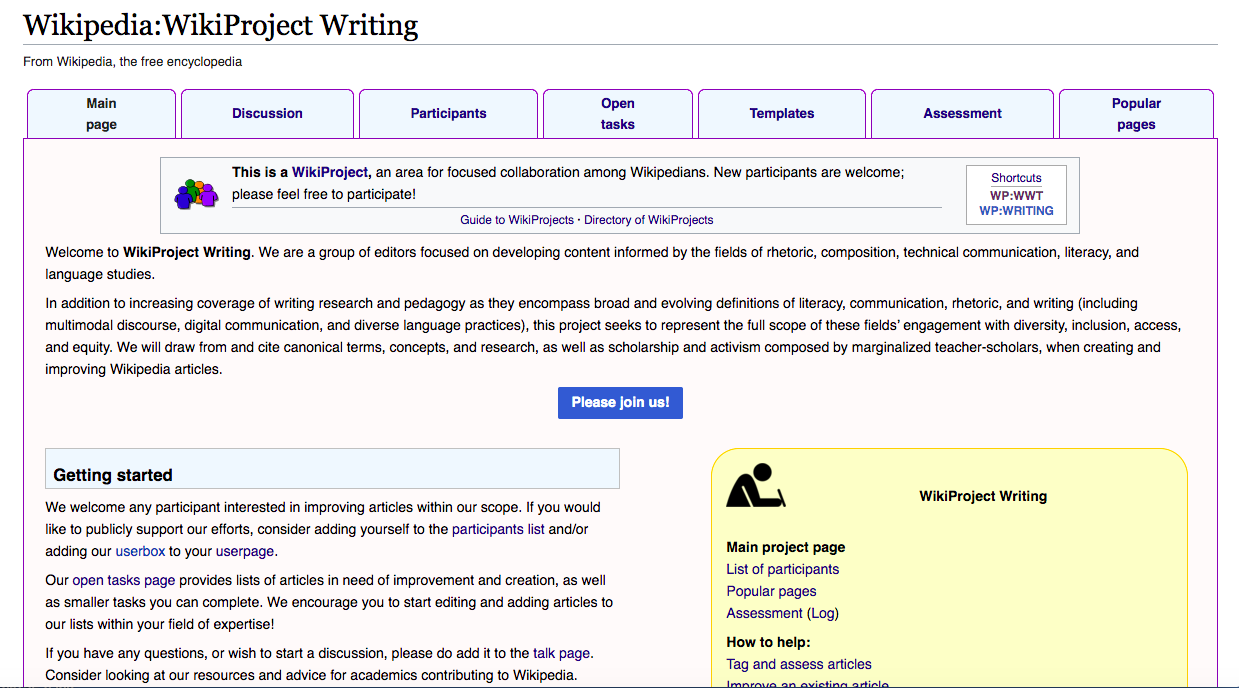
صفحة كتابة مشروع "مشروع ويكي"

مشروع ويكي، بالإنجليزيةWikiproject - هو مجموعة تقارب للمساهمين الذين لديهم أهداف مشتركة ضمن حركة ويكيميديا. تنتشر مشاريع الويكي داخل الويكي الأكبر، ويكيبيديا، وتوجد بدرجات متفاوتة داخل المشاريع الشقيقة مثل ويكاموس، وويكي الاقتباس، وويكي بيانات، وويكي مصدر. كما أنها موجودة في لغات مختلفة، وترجمة المقالات هي شكل من أشكال التعاون فيما بينهم.
أثناء جائحة كوفيد-19، أشارت قناة سي بي إس نيوز، إلى دور مشروع ويكيبيديا الطبي في الحفاظ على دقة المقالات المتعلقة بالمرض. ومن بين مشاريع ويكي الأخرى التي لفتت الانتباه مشروع ويكي النساء العالمات، والذي تم تسليط الضوء عليه من قبل مؤسسة سميثسونيان لجهوده الرامية إلى تحسين تغطية النساء العالمات، حيث أشار الملف التعريفي إلى أنه "ساعد في زيادة عدد النساء العالمات على ويكيبيديا من حوالي 1600عالمة، إلى أكثر من 5000عالمة".

## على ويكيبيديا
بعض مشاريع ويكيبيديا ويكي، كبيرة بالشكل الذي يكفي للمشاركة في أنشطة تعاونية مع منظمات خارجية ذات صلة بالمجال المعني.
تحتوي ويكيبيديا على آلاف مشاريع الويكي، والتي تنقسم بشكل أساسي بين مجالات موضوعية محددة، وأداء مهام صيانة محددة. إحدى المهام التي يتم تنفيذها عادةً بواسطة مشاريع ويكي الموضوعية على ويكيبيديا هي تقييم جودة المقالات التي تندرج ضمن مجال الموضوع هذا. في ويكيبيديا والمشاريع الشقيقة، توجد صفحات مشروع الويكي في مساحة المشروع،  وعادةً ما يتم تضمين المعلومات التعريفية المتعلقة بالارتباط بين المقالة ومشروع الويكي في صفحة نقاش المقالة.
توفر مشاريع الويكي وسائل إضافية للتواصل بين المحررين ذوي الاهتمامات المتشابهة، والتي ثبت أنها تزيد من إنتاجية هؤلاء المحررين. وبهدف تحفيز المشاركة وتركيز الفعالية، قد تشارك مشاريع ويكي على ويكيبيديا في أنشطة مثل "تعاون الأسبوع"، أو تعيين مقال واحد لتحسينه إلى الحد الذي يصل إلى حالة "مميزة". مجلس مشروع الويكي، هو مجموعة من المحررين الذين يساعدون في تطوير مشاريع الويكي النشطة، ويعمل كنقطة مركزية للمناقشة والتعاون بين مشاريع الويكي.
وقد خلصت دراسة أكاديمية، أجريت عام 2008م على ويكيبيديا، إلى أن المشاركة في مشاريع ويكي تعمل، بشكل كبير،على تهيئة وتحسين فرص، أن يصبح المحرر مديرًا، حيث وجدت أن تعديلًا واحدًا لسياسة ويكيبيديا، أو تعديلًا واحدًا لمشاريع ويكي يساوي عشرة تعديلات للمقالات، 

### مشاريع ويكي وتقييمات لأهمية المقالة وجودتها
في عام 2007م، قدمت ويكيبيديا الإنجليزية مقياسًا لتقييم جودة المقالات.  حيث يتم تقييم المقالات بواسطة مشاريع ويكي. يبدأ نطاق فئات الجودة بـ "Stub" (صفحات قصيرة جدًا)، يليه "Start"، و"C"، و"B" (بترتيب تصاعدي للجودة). وتُعد مراجعة الأقران المجتمعية ضرورية، حتى تدخل المقالة إحدى فئات الجودة الأعلى: إما "A"، "مقالة جيدة" أو الأعلى، "مقالة مميزة". من بين حوالي 4.4 مليون مقالة وقائمة تم تقييمها حتى مارس 2015م، هناك حوالي 7000 (0.16%) مقالة مميزة أو قائمة مميزة. تظهر مقالة مميزة واحدة يوميًا، حسب اختيار المحررين، على الصفحة الرئيسية لويكيبيديا. ووفقًا لبحث أجري عام 2021م، فإن مشروع ويكي "Tropical "Cyclones يحتوي على المحتوى الأكثر جودة من حيث المقالات الجيدة والمقالات المميزة. وهذا أمر غير معتاد، نظرًا لنطاق المشروع الضيق وعدد أعضائه الذي يبلغ حوالي 100عضو فقط 
يمكن، أيضًا، تقييم المقالات حسب الأهمية بواسطة مشاريع ويكي. ومؤخرًا كان هناك خمس فئات للأهمية: "منخفضة"، "متوسطة"، "عالية"، "أعلى"، و"؟؟؟" للمستوى غير المصنف/غير المؤكد. بالنسبة لمقالة معينة، قد تقوم مشاريع ويكي المختلفة بتعيين مستويات أهمية مختلفة.
قام فريق تحرير ويكيبيديا النسخة 1.0 بتطوير جدول، يعرض من خلاله بيانات جميع المقالات المصنفة حسب الجودة والأهمية، على ويكيبيديا الإنجليزية. وفي حالة حصول مقالة أو قائمة على تقييمات مختلفة من قبل اثنين أو أكثر من مشاريع الويكي، فيتم استخدام أعلى تقييم في الجدول والمخطط البياني.
وقد وجد الباحث "جياكومو بوديري" أن المقالات تميل إلى الوصول إلى حالة مميزة من خلال العمل المكثف لعدد قليل من المحررين.  كما توصلت دراسة أجريت عام 2010م إلى وجود عدم توازن في الجودة بين المقالات المميزة، وخلصت إلى أن عملية المجتمع غير فعالة في تقييم جودة المقالات

## مشروع ويكي الطب

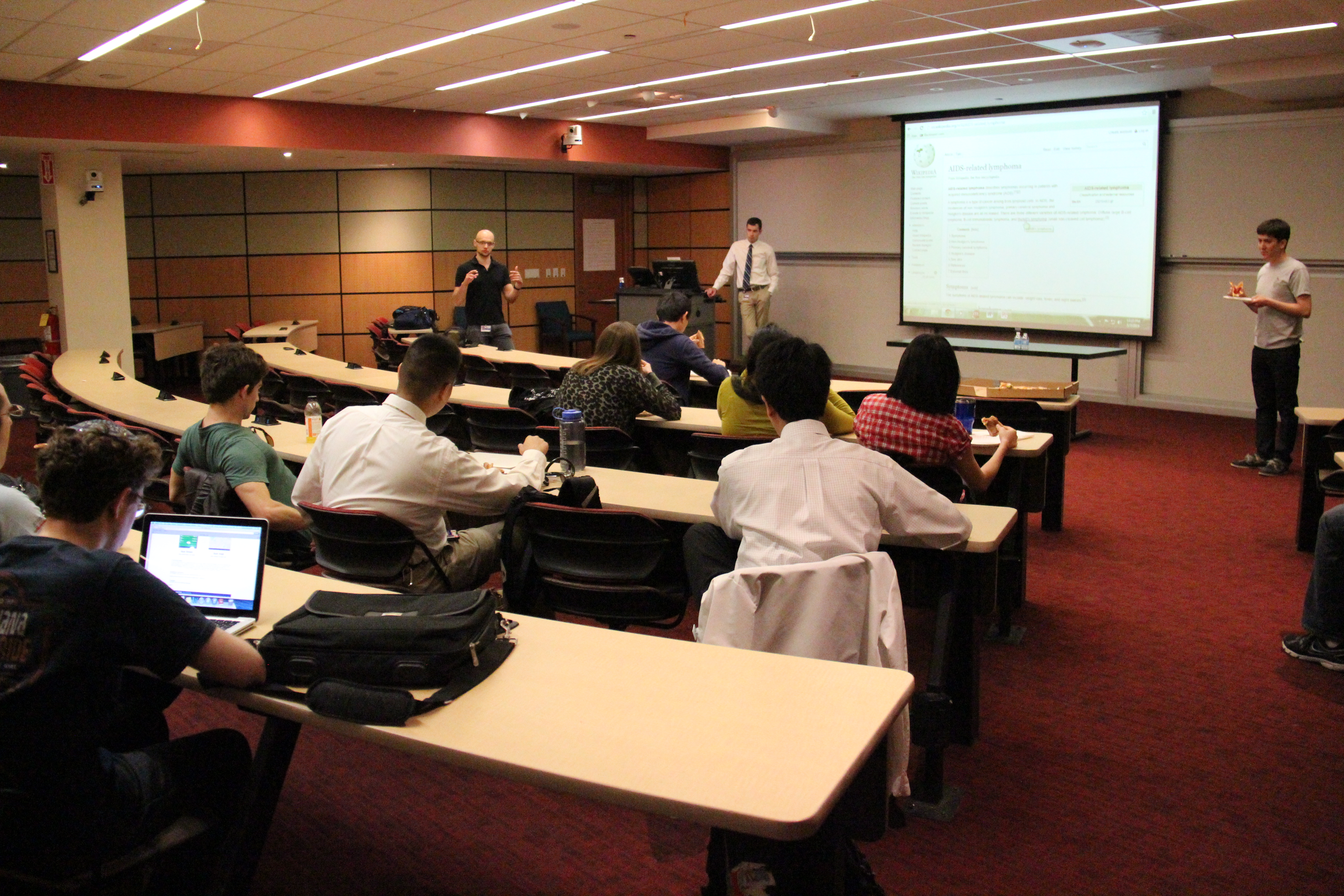
مشروع ويكي الطب ISMMS

تأسس مشروع ويكي الطب في عام 2004م، من أجل تحسين تغطية الموضوعات المتعلقة بالطب.
أشادت مراجعة أجريت عام 2011م، بجهود المشروع، والمتمثلة في تقييمه لمعظم المقالات الطبية على ويكيبيديا، والتي بلغت (حوالي 25000 مقالة في ذلك الوقت)، وفي الوقت نفسه لاحظت أن حوالي 70 مقالة فقط تم تقييمها على أنها عالية الجودة. كان أول استخدام لمحتوى ويكيبيديا الطبي في التعليم الطبي الرسمي في عام 2011م. ووجدت دراسة أجريت عام 2014م، أن تكرار الإشارة إلى المواضيع الطبية على ويكيبيديا في المنشورات الطبية قد زاد بمرور الوقت منذ عام 2010م، على الرغم من التوصيات التي تثني الأطباء عن استخدام ويكيبيديا، مع تقديم الغالبية العظمى منها على شكل تعريفات أو أوصاف.
ذكرت مراجعة كتبها ويكيبيديون في  2016م، أن عدد المقالات عالية الجودة قد تحسن إلى حوالي 80 مقالة. وأشادت المراجعة بجهود المتطوعين، لكنها قالت إن مستويات المشاركة منخفضة للغاية بحيث لا يمكنها أن تبشر بأي تحسينات كبيرة في آلاف المقالات ذات الجودة المنخفضة، داعية إلى تطوع المزيد من الممارسين الطبيين.  وذكرت المراجعة أيضًا أن قابلية القراءة (التعقيد) لمقالات ويكيبيديا قد تكون عالية جدًا بالنسبة لجمهورها المستهدف، وشجعت متطوعي ويكيبيديا على مراجعة هذا الجانب.
ووصفت قناة سي بي إس نيوز الدور الذي قام به مشروع ويكي الطب في المحتوى المتعلق بجائحة كوفيد-19، واشارت إلى أنه في حين "يتم تحرير الموضوعات الساخنة، التي تحظى بالعديد من مشاهدات الصفحات بعناية، إلا أن المعلومات غير الدقيقة تظل موجودة في بعض صفحات ويكيبيديا الأقل قراءة". وهو الأمر الذي أكد عليه جيمس هايلمان، عندما صرح لشبكة سي بي إس نيوز قائلًا: "لا أوصي الناس بالثقة العمياء في ويكيبيديا. أعتقد أن القيام بذلك سيكون سخيفًا. ومع ذلك، كما تعلمون، لا ينبغي للناس أن يثقوا في مصادر المعلومات الأخرى بشكل أعمى أيضًا." 

ووفقًا لمراجعة كتبها أحد المساهمين والمدافعين عن ويكيبيديا،  والتي قال فيها: اعتبارًا من عام 2020م، أصبحت ويكيبيديا من بين أكثر الموارد التي يتم الوصول إليها في العالم؛ للحصول على معلومات صحية من قبل الجمهور، والمرضى، والطلاب، والممارسين.